# Yvonne Reungoat
Yvonne Reungoat, née le 14 janvier 1945 à Plouénan, est une religieuse bretonne et française de la congrégation des Salésiennes de Don Bosco.

## Biographie
Diplômée en histoire et géographie de l'université de Lyon, Yvonne Reungoat est institutrice à Lyon pendant 11 ans. Elle entre dans la congrégation des Salésiennes de Don Bosco ; elle est provinciale de France de 1983 à 1989. Elle est ensuite déléguée des provinciales d’Espagne et de France pour l'Afrique de l'Ouest puis, à partir de 1992, responsable de la province d'Afrique équatoriale francophone. Entre 1996 et 2008, elle est membre du chapitre général de la congrégation ; elle en est élue vicaire générale en 2002,.
À partir de 2008, elle est la 9e et première Supérieure générale non italienne des Salésiennes de Don Bosco.
Le 5 avril 2018, elle est élue présidente de l'Union des supérieures majeures d'Italie lors de sa 65e Assemblée nationale.
Elle est l'une des sept premières femmes à devenir membres de la Congrégation pour les instituts de vie consacrée et les sociétés de vie apostolique, le deuxième département le plus important de la Curie romaine, depuis le 8 juillet 2019, date de sa nomination par le pape François,.
Elle est nommée membre du Dicastère pour les évêques par le pape François en juillet 2022, l'une des trois premières femmes à accéder à cette fonction avec Raffaella Petrini et María Lía Zervino,,.

## Source
- (en) Cet article est partiellement ou en totalité issu de l’article de Wikipédia en anglais intitulé « Yvonne Reungoat » (voir la liste des auteurs).